# Чипс Рафферти
Джон Уильям Пилбин Гоффейдж (англ. John William Pilbean Goffage), более известный как Чипс Ра́фферти (Chips Rafferty, 26 марта 1909, Брокен-Хилл, Новый Южный Уэльс, Австралия — 27 мая 1971, Сидней), — австралийский актёр кино и телевидения, менее известен как продюсер и сценарист. Кавалер Ордена Британской империи.

## Биография
Родился 26 марта 1909 года в городе Брокен-Хилл, штат Новый Южный Уэльс. Отец — Джон Гоффейдж, фондовый агент, уроженец Англии; мать — Виолет Мод Эдит (до замужества — Джойс), австралийка. Ещё в школе будущий актёр получил прозвище Чипс и в дальнейшем решил оставить себе его как актёрский псевдоним-имя. Учился в старшей школе в Парраматте, затем перепробовал множество работ: он трудился шахтёром на опаловых и золотых шахтах, стриг овец, перегонял скот на дальние расстояния (drover), был лётчиком, моряком, журналистом, ныряльщиком за жемчугом, охотником на кенгуру, упаковщиком искусственных зубов, управляющим винным погребом — всего он перепробовал 42 работы; и только в возрасте 30 лет он впервые выступил как актёр — его дебютом стала эпизодическая роль (без указания в титрах) в фильме «Приходи с улыбкой». Уже со следующего года он стал появляться на экранах достаточно регулярно, всегда с указанием в титрах, хотя в связи с начавшейся войной Рафферти не снимался в 1941, 1942 и 1945 годах.
29 мая 1941 года, на следующий день после свадьбы, Рафферти поступил на службу в ВВС. Был уволен в запас 23 апреля 1943 года в звании капрал.
С 1953 по 1959 год выступал как кинопродюсер, в 1953 и 1956 годах (дважды) — как сценарист, а в 1962 году (один раз) — как режиссёр; с 1957 года стал сниматься не только для большого кино, но и для телевидения. Рост актёра составлял 198 см.

### Личная жизнь и смерть
16 ноября 1935 года Чипс Рафферти женился на 19-летней медсестре-стоматологе Колине Джин Стюарт Фергюсон. В марте 1941 года последовал развод, детей от этого брака не было.
28 мая 1941 года Рафферти женился на 37-летней портнихе Эллен Кэтлин «Квентин» Джеймсон. На следующий день он ушёл на фронт. Пара прожила в браке 23 года (27 мая 1964 года Эллен скончалась), детей от этого брака также не было.
Ближе к пожилому возрасту у Рафферти начали возникать проблемы с сердцем. 27 мая 1971 года 62-летний актёр прогуливался по улицам Сиднея, когда у него случился летальный инфаркт миокарда. За несколько часов до смерти Рафферти получил предложение сняться в фильме «День, когда клоун плакал». В итоге этот фильм не был завершён и никогда официально в прокат не выходил.

## Признание и память
- В 1971 году королева Великобритании Елизавета II сделала Рафферти кавалером Ордена Британской империи «за его служение искусству»[6].
- В 1974 году Почта Австралии выпустила марку с изображением Чипса Рафферти.
- В 2006 году правительство города Брокен-Хилл объявило, что городской развлекательный центр получит имя Рафферти.
- The Oxford Companion to Australian Film назвала Рафферти «самым известным и значительным актёром Австралии 1940-х — 1960-х годов».
- Австралийский музыкант Ричард Дэвис написал песню «Чипс Рафферти», включённую в его альбом There’s Never Been A Crowd Like This.
- Чипс Рафферти несколько раз упоминается в песне Big Shot канадской рок-группы The Pack A.D.

## Избранная фильмография
За свою кино-карьеру длиной 32 года Рафферти снялся в 26 художественных фильмах (в том числе в одном короткометражном и в одном без указания в титрах), в 21 сериале и в 4 документальных лентах. Выступил продюсером пяти полнометражных фильмов, сценаристом двух полнометражных фильмов, а также был режиссёром короткометражной ленты «Сделано в Австралии» (1962). Снимался не только в Австралии, но и в США, и в Великобритании — в последней в основном в социальных роликах, пропагандирующих эмиграцию из Соединённого Королевства в Австралию.

### Актёр кино и телевидения
Широкий экран
- 1939 — Приходи с улыбкой[англ.] / Come Up Smiling — человек в толпе (в титрах не указан)
- 1940 — Папаша Радд, член парламента[англ.] / Dad Rudd, MP — пожарный
- 1940 — Сорок тысяч всадников[англ.] / Forty Thousand Horsemen — Джим
- 1943 — Юго-западная часть Тихого океана[англ.] / South West Pacific — механик Австралийских ВВС (к/м, пропагандистский)
- 1944 — Крысы Тобрука[англ.] / The Rats of Tobruk — Мило Трент
- 1946 — Перегонщики скота[англ.] / The Overlanders — Дэн Макалпайн
- 1947 — Любви Джоанны Годден[англ.] / The Loves of Joanna Godden — Коллард
- 1947 — Рождество в буше[англ.] / Bush Christmas — Долговязый Билл
- 1949 — Эврикский форт[англ.] / Eureka Stockade — Питер Лэйлор
- 1950 — Горькие источники[англ.] / Bitter Springs — Уолли Кинг
- 1952 — Кенгуру[англ.] / Kangaroo — Леонард
- 1952 — Патруль аутбэка[англ.] / Outback Patrol — рассказчик за кадром, камео (док.)
- 1953 — Крысы пустыни / The Desert Rats — сержант «Синий» Смит
- 1953 — Призрачный скотовод[англ.] / The Phantom Stockman — бушмен «Бродяга»
- 1954 — Король Кораллового моря[англ.] / King of the Coral Sea — Тед Кинг, ныряльщиком за жемчугом
- 1956 — Смайли[англ.] / Smiley — сержант Флэксмен
- 1956 — Прогулка в рай[англ.] / Walk Into Paradise — Стив Макаллистер
- 1957 — Привези британца[англ.] / Bring Out a Briton — рассказчик, ведущий, камео (к/м, пропагандистский)
- 1958 — Смайли хочет получить ружьё[англ.] / Smiley Gets a Gun — сержант Флэксмен
- 1960 — Бродяги / The Sundowners — Куинлан
- 1960 — Самый дурацкий корабль в армии[англ.] / The Wackiest Ship in the Army — Паттерсон, береговой наблюдатель
- 1962 — Мятеж на «Баунти» / Mutiny on the Bounty — матрос Майкл Бирн
- 1966 — Странная компания[англ.] / They’re a Weird Mob — Гарри Келли
- 1967 — Двойная проблема / Double Trouble — Арчи Браун
- 1970 — Надувательство[англ.] / Skullduggery — отец Диллингем
- 1971 — Опасное пробуждение / Wake in Fright — Джок Кроуфорд

Телевидение
- 1961 — Вот Голливуд[англ.] / Here’s Hollywood — камео
- 1964 — 10-й отдел Скорой помощи[англ.] / Emergency — Ward 10 — Мик Дойл (в 8 эпизодах)
- 1965 — Самый дурацкий корабль в армии[англ.] / The Wackiest Ship in the Army — Паттерсон, береговой наблюдатель (в 1 эпизоде)
- 1966 — Большая долина / The Big Valley — Джок (в 1 эпизоде)
- 1966 — Дымок из ствола / Gunsmoke — Ангус Мактэбботт (в 1 эпизоде)
- 1966 — Дактари[англ.] / Daktari — Рэйбёрн (в 1 эпизоде)
- 1966 — Девушка от Д.Я.Д.И.[англ.] / The Girl from U.N.C.L.E. — Энри из Ливерпуля (в 1 эпизоде)
- 1967 — Тарзан[англ.] / Tarzan — Голландец Дженсен (в 2 эпизодах)
- 1967 — Манкиз[англ.] / The Monkees — капитан (в 1 эпизоде)

### Продюсер и сценарист
- 1953 — Призрачный скотовод[англ.] / The Phantom Stockman — продюсер
- 1954 — Король Кораллового моря[англ.] / King of the Coral Sea — продюсер и сценарист
- 1956 — Прогулка в рай[англ.] / Walk Into Paradise — продюсер и сценарист
- 1958 — Пыль на солнце[англ.] / Dust in the Sun — продюсер
- 1959 — Беспокойный и проклятый[англ.] / The Restless and the Damned — продюсер